# Orthopsyche tneda
Orthopsyche tneda là một loài Trichoptera trong họ Hydropsychidae. Chúng phân bố ở miền Australasia.